# Liber de Coquina
Der Liber de Coquina ist eines der ältesten mittelalterlichen Kochbücher und damit ähnlich wie Le Viandier, Du fait de cuisine und Ménagier de Paris ein Schlüsselwerk zur Erschließung der Esskultur des Mittelalters. Es ist in zwei Codices von Anfang des 14. Jahrhunderts erhalten.  Beide werden heute in der Bibliothèque nationale de France in Paris / Frankreich aufbewahrt.

## Beschreibung
Der Text besteht aus zwei unabhängigen Teilen, die meist als Tractatus (Teil 1) und Liber de Coquina (Teil 2) zitiert werden. Die Titel stammen aus Randnotizen des mittelalterlichen Bearbeiters. Die Autoren beider Teile sind unbekannt. Man nimmt an, dass der Tractatus ursprünglich von einem französischen, der Liber de Coquina von einem italienischen Autor aus der Gegend von Neapel verfasst wurde.

## Inhalt

### Tractatus (Teil 1)
- Weinzubereitungen
- Geflügel und Fleisch
- Fisch
- Gerichte für reiche Leute
- Hülsenfrüchte, Eier, Lauch und Saucen

### Liber de Coquina (Teil 2)
- Gemüse
- Geflügel
- Gebäck
- Fisch
- Gerichte aus vielen Zutaten

## Text

### Manuskripte
- Manuscrit latin 7131, fol. 94r–99v, Bibliothèque nationale, Paris (ca. 1304–1314)
- Manuscrit latin 9328, fol. 129r–139v, Bibliothèque nationale, Paris (14. Jahrhundert)

### Textausgaben
- Marianne Mulon: Deux traités inédits d’art culinaire médiéval. In: Bulletin philologique et historique du Comité des travaux historiques et scientifiques, année 1968. Bd. 1, 1970, S. 369–435.
- Digitale Version der Edition von Mulon durch Thomas Gloning, 2002:
  - Liber de coquina.
  - Tractatus de modo preparandi et condiendi omnia cibaria.

### Übersetzungen
Vollständige lateinisch-deutsche Ausgabe:
- Robert Maier (Hrsg.): Liber de Coquina – Das Buch der guten Küche. F. S. Friedrich Verlag, Frankfurt am Main 2005, ISBN 3937446087.
- Robert Maier (Hrsg.): Liber de Coquina – Das Buch der guten Küche. CreateSpace Independent Publishing Platform 2017, ISBN 978-1542486637.

Italienische Übersetzung des Tractatus:
- Enrico Carnevale Schianca (Hrsg.): Tractatus de modo preparandi et condiendi omnia cibaria. In: Appunti di Gastronomia. Nr. 26, Condeco Editore, Milano 1998.